# 스토르토리에트

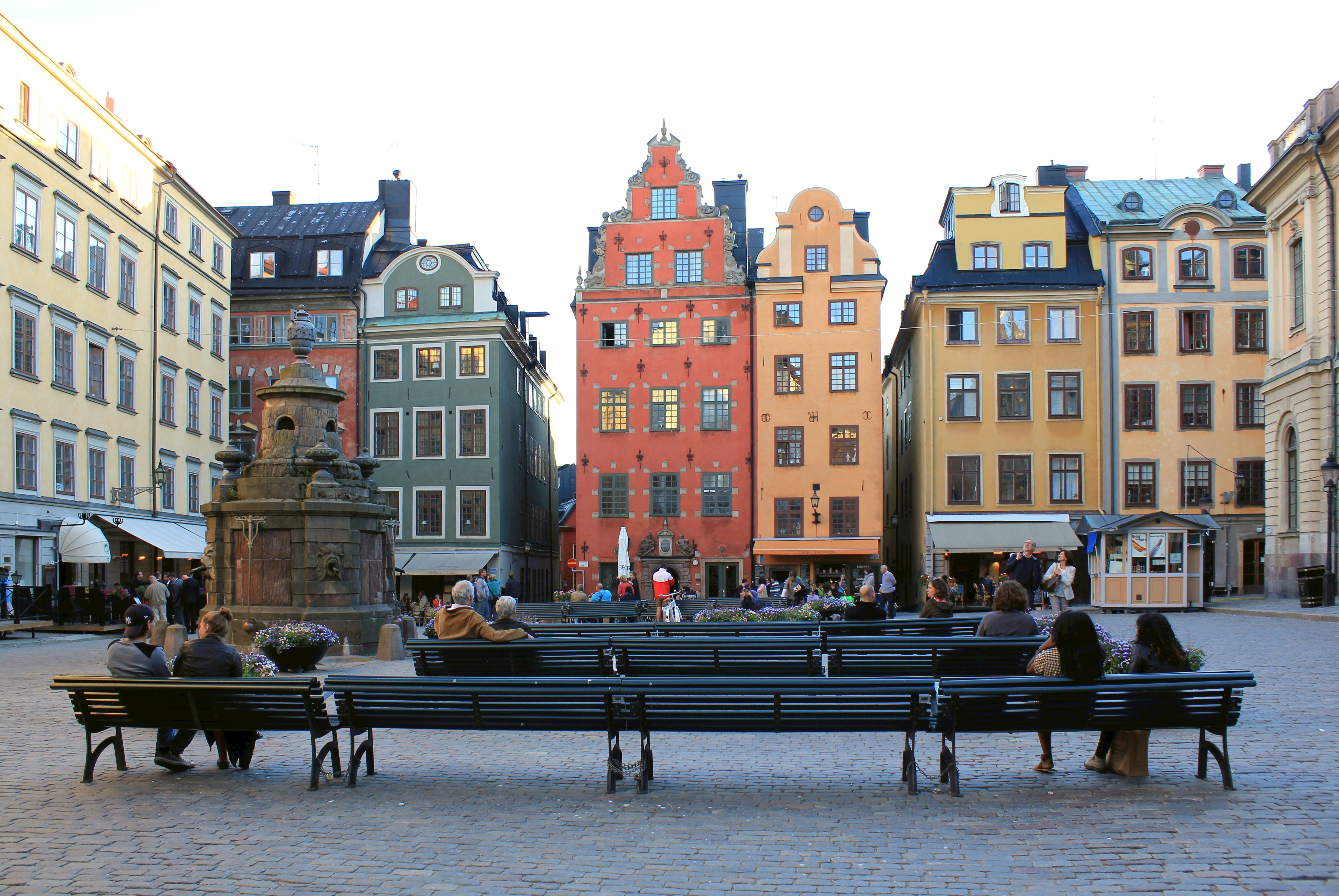
스토르토리에트 (2013년 6월)

스토르토리에트(스웨덴어: Stortorget)는 스웨덴 스톡홀름 감라스탄에 있는 광장이다. 스톡홀름에서 가장 오래된 광장으로, 중세 도시 집단이 점차 형성되는 역사적 중심지이다. 오늘날 이 광장에는 매년 수만 명의 관광객이 방문하며 가끔 시위와 공연이 열리는 곳이기도 하다. 이곳은 전통 수공예품과 음식을 선보이는 연례 크리스마스 시장으로 전통적으로 유명하다.